# Maurice Mességué
Maurice Mességué (Colayrac-Saint-Cirq, Lot y Garona; 14 de diciembre de 1921-Auvillar, Tarn y Garona; 16 de junio de 2017) fue un herborista francés y autor de varios libros de éxito en la medicina a base de hierbas y cocinar con hierbas. En su autobiografía afirma haber tratado, entre otros, al primer ministro Winston Churchill, al canciller Adenauer de Alemania y al papa Juan XXIII.
Fue elegido alcalde de la ciudad de Fleurance (Gers) en 1971.
Mességué practica una forma de fitoterapia transmitida a través de su familia. Algunas de las prácticas implican, entre otras cosas, empapar los pies del paciente en una fuerte decocción de hierbas recolectadas localmente. Esta técnica se conoce como "pediluvios" y también empleaba los "maniluvios", empapar las manos con preparados de hierbas.

## Obras
- Hombres, plantas y salud. Ed. Plaza y Janés, 1973.
- Mi herbario de salud. Ed. Plaza y Janés, 1975.
- Mi herbario de belleza. Ed. Mundo Actual, 1981.
- Esas plantas a las que se asesina. Ed. Plaza y Janés, 1984.
- La naturaleza tiene razón. Ed. Plaza y Janés, 1976.
- La vida es una lucha: Ed. Plaza y Janés, 1979.